# Aeroporto di Tours Val de Loire
L'Aeroporto di Tours-Val de Loire (Aéroport de Tours-Val de Loire) è un aeroporto francese situato nel dipartimento dell'Indre e Loira, a cavallo delle città di Tours e Parçay-Meslay.
È aperto al traffico commerciale nazionale e internazionale, di linea o non, ad aerei privati, IFR e VFR. Tuttavia, non è accessibile agli aeromobili civili di grandi dimensioni, in quanto i servizi di emergenza presenti in aeroporto non sono ancora attrezzati per intervenire in modo soddisfacente in caso di emergenza per queste tipologie di aeromobili. Tuttavia ha più volte ospitato il Concorde.

## Storia
L'aeroporto risale alla prima guerra mondiale, essendo istituito come centro di addestramento dell'aeronautica militare francese (Armee de l'Air). Il centro ha addestrato molti aviatori francesi e alcuni americani che si erano offerti volontari per l'aviazione francese prima dell'entrata in guerra degli USA. Nell'estate del 1917, la scuola fu fornita alle American Expeditionary Forces (AEF), che designarono la scuola come "Second Aviation Instructional Center, Tours Aerodrome". Inizialmente fu  utilizzato come scuola di addestramento avanzato per l'addestramento al combattimento dei piloti. Successivamente si è sviluppato in un centro di addestramento per tutti gli osservatori aerei dell'Air Service, United States Army all'AEF. È stato utilizzato anche come scuola di radio, scuola di fotografia e scuola di artiglieria aerea. Dopo l'armistizio del 1918 con la Germania, fu restituito all'Aeronautica militare francese che lo utilizzò come base militare.
Dopo la seconda guerra mondiale l'aeroporto fu utilizzato dalla NATO e dall'aeronautica militare statunitense prima di diventare una scuola di volo negli anni '50. Dall'inizio degli anni '60, l'aeroporto di Tours è stato aperto al pubblico. Durante la fine degli anni '70 l'aeroporto ha vissuto un periodo d'oro grazie alla compagnia aerea locale Touraine Air Transport (TAT), ma questa ha poi subito una lenta crisi, da cui l'aeroporto non si è mai ripreso veramente fino alla fine degli anni '90, quando ha ricevuto sovvenzioni dal Conseil Général.